# Jack Ledru
Jack Ledru, né le 22 janvier 1922 à Saint-Cloud et mort le 14 mars 2013 à Amboise,, est un compositeur français de chansons et d'opérettes.

## Biographie
Jack Ledru effectue ses études musicales au Conservatoire de Paris où il remporte un prix de piano. Il commence sa carrière artistique en accompagnant de grandes vedettes de la chanson : Georges Guétary, Lucienne Delyle, Suzy Delair, Charles Trenet. Il compose des chansons dont certains titres demeurent célèbres : « Téléphonez-moi chérie », « Sensual », « À la Française », etc.
Il écrit des pièces instrumentales et vocales et un ballet créé à Lille en 1967, Le Baiser. Il dirige les orchestres de la radio, de la télévision et de nombreux théâtres (Mogador, Châtelet, Théâtre de Paris et de province).
C’est en 1954 qu’il aborde l’opérette. Il compose pour Roger Nicolas Mon P'tit Pote qui reste à l’affiche plus de trois ans. Pour le célèbre amuseur, il écrira encore Bidule (1959) et A toi de jouer (1961). En 1962, il aborde l’opérette traditionnelle en offrant à Rudy Hirigoyen  Farandole d’amour. Mais ses deux plus grand succès sont dédiés au couple Marcel Merkès et Paulette Merval, Michel Strogoff (1964) et Vienne chante et danse (1967).
Sa carrière se poursuit essentiellement en Province : C'est pas l'Pérou (1976), Quadrille Viennois où il mêle des airs de Franz von Suppé et ses propres compositions, et La peur des coups d'après Courteline, jouée à Tours en 1977.
Il compose encore, en collaboration avec Guy Lafarge, Le Petit Café (Mulhouse, 1980) et La Cagnotte (Lille, 1983), avec Paul Bonneau, La Parisienne (Tours, 1982). Enfin, il réunit la musique de divers compositeurs pour l'opérette Paris Belle Époque.

## Œuvres principales
- Mon p'tit pote, 1954
- Bidule, 1959
- A toi de jouer, 1961
- Farandole d'Amour, 1962
- Michel Strogoff, 1964
- Vienne chante et danse, 1967
- La Baraka, 1975
- C'est pas l'Pérou, 1976
- Quadrille viennois, 1977
- La Peur des coups, 1977
- Le petit café, 1980
- La Parisienne, 1982
- La Cagnotte, 1983
- Paris Belle Époque,1987